# Fabiana Medina
Fabiana Medina Garzón (Bogotá, 11 de octubre de 1970) es una actriz colombiana de teatro, cine y televisión.

## Carrera
Medina nació en la capital colombiana y empezó a interesarse en el teatro desde su juventud, estudiando en la Escuela Nacional de Arte Dramático y participando en obras como Apoteosis colombiana, Tropicana y La cándida Eréndira. El director Jorge Alí Triana facilitó su ingreso en la televisión al darle el papel de Milena en el seriado Los motivos de Lola. A partir de ese momento participó en varias producciones televisivas en su país como O todos en la cama (1994), Las aguas mansas (1994), Sobrevivir (1995) y La dama del pantano (1999). Interpretó a una guerrillera en la película de Jorge Alí Triana Edipo alcalde (1996) y apareció en la cinta La deuda (1997).
A comienzos del año 2000 la actriz estuvo activa en el cine y la televisión de Colombia, apareciendo en producciones como La toma de la embajada (2000), AmorDiscos (2000), Alicia en el país de las mercancías (2000) y La lectora (2002), antes de radicarse en Europa para dedicarse por completo al teatro. En 2015 retornó al cine interpretando al personaje protagónico de Rosalba Velasco en la película de William González La sargento Matacho. En 2019 interpretó el papel de Oneida Escobar en la serie de televisión de Netflix Historia de un crimen: Colmenares.

## Filmografía

### Televisión
- Los Billis (2023) — Carlota.[5]
- Historia de un crimen: Colmenares (2019) — Oneida Escobar.
- Confidencial (2011) — Ep: padre desalmado.
- La lectora (2002) — Dasey.
- Alicia en el país de las mercancías (2000) — Yolanda Urbina.
- AmorDiscos (2000).

- La dama del pantano (1999).
- Otra en mi (1996) — Carmen Villegas (2).
- Sobrevivir (1995).
- Las aguas mansas (1994) — Ximena Elizondo.
- O todos en la cama (1994) — Ana.
- Los motivos de Lola (1993) — Milena Duarte.

## Cine
- Bogotá: Tierra de últimas oportunidades (2024) como Carla.
- Salvador (2020) de César Heredia, personaje Isabel.
- La sargento Matacho (2016) — Rosalba Velasco.
- La toma de la embajada (2000) — Carmenza Londoño, 'La Chiqui'.
- La deuda (1997).
- Edipo alcalde (1996) — Guerrillera rural.